# Tarsomys
Tarsomys (Mearns, 1905) è un genere di Roditori della famiglia dei Muridae.

## Descrizione

### Dimensioni
Al genere Tarsomys appartengono roditori di piccole dimensioni, con lunghezza della testa e del corpo tra 135 e 179 mm, la lunghezza della coda tra 116 e 158 mm e un peso fino a  g.

### Caratteristiche craniche e dentarie
Il cranio è simile a quello del genere Batomys, ma relativamente più largo. I denti laterali sono estremamente inclinati. Quelli superiori verso l'esterno, mentre gli inferiori verso l'interno. 
Sono caratterizzati dalla seguente formula dentaria:

### Aspetto
La pelliccia è lunga e soffice in Tarsomys apoensis, corta e spinosa in Tarsomys echinatus. Le orecchie sono prominenti. Gli artigli sono lunghi e robusti, particolarmente quelli delle mani. La pianta dei piedi è priva di peli. Sono presenti 5 cuscinetti sul palmo delle mani e 6 sulla pianta dei piedi. Questi ultimi sono lunghi e sottili, adattati alla vita terricola. La coda è densamente ricoperta di peli, con circa 13 anelli di scaglie per centimetro. Le femmine hanno un paio di mammelle post-ascellari e 2 paia inguinali.

## Distribuzione
Questo genere è endemico dell'isola di Mindanao, nelle Filippine.

## Tassonomia
Il genere comprende due specie.
- Tarsomys apoensis
- Tarsomys echinatus